# Курышжанулы, Абжан
Абжан Курышжанулы, Абжан Курышжанович Курышжанов (каз. Әбжан Құрышжанұлы; 5 сентября 1930, Яныкурганский район, Кызылординская область, КазССР, СССР — 2007, Алма-Ата, Казахстан) — советский и казахстанский лингвист-тюрколог, специалист по исторической грамматике тюркских языков, истории древнетюркской письменности. доктор филологических наук (1973), профессор (1986).

## Биография
Родился 5 августа 1930 года в селе Шынбулак бывшего совхоза Ынтымтымак Жанакорганского района Кызылординской области.
В 1948 году окончил казахско-русское отделение школы-интерната в Жанакорганском районе, в том же году поступил на филологический факультет Казахского государственного университета.
В 1953 году успешно защитил дипломную работу под руководством профессора Ц. Д. Номинханова, тема диплома: «Склонение в языке Орхоно-Енисейских и древнеуйгурских письменных памятников Ү-ІХ вв.».
В 1959 году окончил аспирантуру Института языка и литературы Академии наук Казахской ССР и защитил кандидатскую диссертацию под руководством профессора Ныгмета Сауранбаева, тема диссертации: "Формы значения падежей в языке «Кodex Cumanicus».
В 1973 году защитил докторскую диссертацию под руководством академика Академии наук Казахской ССР, профессора Исмета Кенесбаева, тема диссертации: «Язык старокыпчакских письменных памятников ХІІІ-ХІV вв.».
С 1960 по 1968 год — старший научный сотрудник отдела истории и диалектологии казахского языка Института языка и литературы Академии наук Казахской ССР, заместитель директора Института по научной работе.
В 1969 году по приглашению Уральского педагогического института читал лекции.
В 1978 году по приглашению Казахского женского педагогического института читал лекции.
С 1984 года профессор кафедры казахского языка Чимкентского педагогического института.
С 1985 года профессор кафедры казахского языка Карагандинского государственного университета.
С 1989 года профессор кафедры казахского языка Казахского государственного женского педагогического университета.
С 1990 года профессор кафедры казахского языка Казахского национального университета имени аль-Фараби.
С 2004 года по приглашению Международного казахско-турецкого университета им. Ясави читал лекции, профессор.

## Цитаты
Одно из серьезных направлений в тюркологических исследованиях последних лет образует кипчакско-тюркский язык. Эта область, имеющая большое значение для изучения древнего и средневекового тюркского языка, все сильнее привлекает внимание исследователей в Турции, Советской России, Польши и всей Европы. Опубликованный казахским ученым уважаемым Абжаном Курышжановым «Китаб-и межму-у тержуман Тюрки ве´ажеми, ве моголи ве фарси» отнесется к числу произведений такой категории..Джафароглу, Ахмед
Новый импульс этой области исследования дало появление несколько десятилетий тому назад целого ряда тюркологов, принадлежащих к современным куманокипчакоязычным народам, наследникам языка Кодекса Куманикуса, т.е. средневекового кумано-кипчакского языка. Наиболее известен среди них видный специалист по истории казахского языка А.К. Курышжанов, посвятивший две диссертации кандидатскую на тему «Формы и значения падежей в языке «Кодекс Куманикус» (1956) и докторскую на тему «Язык старокыпчакских письменных памятников ХІІІ-ХІҤ вв.» (1973).Мандоки, Иштван Конгур

## Награды
Указом президента РК от 7 декабря 2004 года награждён орденом «Парасат» — за большие заслуги в развитии отечественной науки и образования и многолетний плодотворный педагогический труд.